# Хамфрис, Люк
Люк Хамфрис (англ. Luke Humphries; род. 11 февраля 1995, Ньюбери) — английский профессиональный дартсмен, выступающий в турнирах под эгидой PDC. Прозвище — Cool Hand Luke (Люк — Холодная рука/Хладнокровный Люк).
Чемпион мира 2024 года. Лидер рейтинга Order of Merit PDC c 3 января 2024 года.
Победитель 20 турниров под эгидой PDC. Действующий двукратный победитель турнира Players Championship Finals (2023—2024), действующий победитель World Matchplay (2024) и Премьер-Лиги (2025). Победитель турниров Мирового Гран-При (2023), Большого Шлема (2023), Кубка мира (2024), а также молодежного чемпионата мира PDC (2019).
В 2025 году после победы в Премьер-лиге вошёл в неофициальный «Клуб Тройной Короны» (победители Чемпионата мира, World Matchplay и Премьер-Лиги), став его четвёртым членом после Гэри Андерсона, Фила Тейлора и Майкла ван Гервена.

## Биография
Люк Хамфрис родился 11 февраля 1995 года в Ньюбери, Беркшир. Позже переехал в Кру, Чешир.
Его отец, фанат футбольного клуба Лидс Юнайтед, дал ему имя Люк (Luke) как аббревиатуру "Leeds United, Kings of Europe" (Лидс Юнайтед — короли Европы). Хамфрис также является болельщиком клуба. Имеет ирландские корни по материнской линии.
Ранее работал кровельщиком, но в 2018 году полностью сосредоточился на проффесиональной карьере в дартс.

## Карьера
В 2017 году Хамфрис выиграл пять титулов серии PDC Development Tour, заняв первое место в итоговом рейтинге Development Tour Order of Merit. В результате он квалифицировался на чемпионат мира по дартсу 2018 года, где проиграл Джеффу Смиту в предварительном раунде. Однако он получил тур-карту PDC на сезон 2018 и 2019 годов.

### 2019
В 2019 году Хамфрис снова занял первое место в итоговом рейтинге Development Tour Order of Merit. На Чемпионате мира 2019 он победил Адама Ханта, Стивена Бантинга, Димитри Ван ден Берга и действующего чемпиона Роба Кросса, прежде чем в конечном итоге проиграть Майклу Смиту в четвертьфинале со счётом 1-5.
После того, как Гэри Андерсон снялся с Премьер-лиги 2019, Хамфрис был выбран в качестве одного из девяти заменяющих игроков. Он сыграл один матч против Гервина Прайса в четвертом туре в Эксетере.
В возрасте 24 лет Хамфрис выиграл молодежный чемпионат мира PDC 2019 года, победив в финале Адама Гавласа со счётом 6–0.

### 2020
На Чемпионате мира 2020 года Хамфрис снова дошел до четвертьфинала, где проиграл со счётом 3–5 будущему чемпиону Питеру Райту. Также Хамфрис снова был выбран Премьер-лигой, как внерейтинговый участник. Он встретился с Гэри Андерсоном в Эксетере и стал первым претендентом, который выиграл матч.

### 2021
На Чемпионате мира 2021 года Хамфрис потерпел неожиданное поражение в первом раунде от ветерана Пола Лима со счётом 2–3.
В марте Хамфрис впервые вышел в финал на турнире UK Open 2021. На пути к финалу он одержал победу над Дэйвом Чизноллом в четвертьфинале и действующим чемпионом Майклом ван Гервеном в полуфинале. Но в финале он проиграл Джеймсу Уэйду со счётом 5–11.

### 2022
На Чемпионате мира 2022 года Хамфрис вышел в свой третий четвертьфинал за четыре года, где проиграл Гэри Андерсону со счётом 2–5.
В апреле Хамфрис одержал свою первую победу в турнирах Про-тура, выиграв Гран-при Германии. На турнире он победил Джеффри де Цваана, Майкла Смита, Уэсли Пласьера и Майкла ван Гервена. В финале он обыграл Мартина Люкмана со счетом 8–2.
В мае одержал победу ещё на двух турнирах Европейского тура, обыграв Роба Кросса в финалах Открытого Чемпионата Чехии (8-5) и Европейского Гран-При (8-7).

### 2023
На Чемпионате мира 2023 года Хамфрис дошел до четвертого раунда, где проиграл Стивену Бантингу со счётом 1—4.
В октябре Хамфрис одержал свою первую победу на крупных турнирах, выиграв Мировой Гран-при 2023, победив в финале фаворита турнира Гервина Прайса со счетом 5–2. Призовые за победу в турнире в размере 120 000 GBP позволили ему подняться на четвертое место в рейтинге Order of Merit, ставшее для него рекордным в карьере.
42 дня спустя он выиграл свой второй крупный телевизионный титул, турнир Большого шлема 2023, победив в финале Роба Кросса со счётом 16–8.
В конце ноября Хамфрис выиграл свой третий телевизионный титул, Players Championship Finals 2023, победив в финале Майкла ван Гервена со счётом 11–9.

### 2024
3 января Хамфрис выиграл чемпионат мира 2024 года, победив в финале Люка Литтлера со счетом 7–4. Это позволило ему обойти Майкла Смита, возглавить рейтинг Order of Merit и войти в число участников Премьер-Лиги 2024 года. После победы он был приглашен на встречу с премьер-министром Риши Сунаком на Даунинг-стрит.
В марте Хамфрис во второй раз вышел в финал UK Open, где проиграл Димитри Ван ден Бергу со счетом 10-11, не попав два дротика на победу.
В мае вышел в финал Премьер-Лиги, где уступил Люку Литтлеру со счётом 7-11.
В июне Хамфрис вместе с Майклом Смитом представляли Англию на Кубке Мира по Дартсу. Они выиграли турнир, одержав победу в финале над сборной Австрии со счётом 10-6.
В июле выиграл турнир World Matchplay 2024 года, победив в финале Майкла ван Гервена со счётом 18–15. Это сделало его вторым игроком после Фила Тейлора, который выиграл чемпионат мира и World Matchplay в один и тот же год.
В октябре Хамфрис начал защиту титула Мирового Гран-При. После впечатляющего камбэка в полуфинале против Стивена Бантинга он вышел в финал второй год подряд. Однако в финале он проиграл со счётом 4-6 Майку Де Деккеру.
В ноябре, после вылета на групповом этапе на турнире Большого Шлема, Хамфрис успешно защитил титул на турнире Players Championship Finals, победив в финале Люка Литтлера со счетом 11-7.

## Личная жизнь
В 2019 во время одного из турниров PDC у Хамфриса случилась паническая атака, из-за чего он задумывался о том, чтобы уйти из спорта. 
Хамфрис и его невеста Кейли живут в Кру. В октябре 2022 года у них родился сын. 30 мая 2024 года, в Нью-Йорке, во время участия Хамфриса на турнире US Darts Masters, пара обручилась.

## Результаты на чемпионатах мира

### PDC
- 2018 — предварительный раунд (поражение от Джеффа Смита 0-2)
- 2019 — четвертьфинал (поражение от Майкла Смита 1-5)
- 2020 — четвертьфинал (поражение от Питера Райта 3-5)
- 2021 — первый раунд (поражение от Пола Лима 2-3)
- 2022 — четвертьфинал (поражение от Гэри Андерсона 2-5)
- 2023 — четвертый раунд (поражение от Стивена Бантинга 1-4)
- 2024 — Победитель (победа над Люком Литтлером 7-4)
- 2025 — четвертый раунд (поражение от Питера Райта 1-4)